# El Valle (Candamo)
El Valle es una parroquia del concejo de Candamo, en el Principado de Asturias (España). Alberga una población de 133 habitantes (INE 2011) en 70 viviendas. Ocupa una extensión de 4,41 km².
Está situada en la zona central del concejo, en la margen derecha del río Nalón. Limita al norte con la parroquia de Ventosa; al este, con la de Llamero; al sur, con la de Grullos; al suroeste, con la de Aces; y al oeste, con la de San Román.

## Poblaciones
Según el nomenclátor de 2009 la parroquia está formada por las poblaciones de:
- Canales (Las Canales en asturiano) (aldea): 14 habitantes.
- Candamín (aldea): 12 habitantes.
- El Valle (aldea): 107 habitantes.